# Trgovac
Trgovac (lat. mercator) je osoba koja se bavi trgovinom. Pod time se podrazumijeva poduzetnik ili poslovni čovjek kojemu je trgovina – odnosno posredovanje između proizvođača i potrošača određene robe – glavna gospodarska djelatnost i izvor prihoda ili profita. Trgovci u pojedinim društvima znaju predstavljati zasebnu društvenu klasu, a čiji položaj ovisi o tome smatra li se trgovina »prikladnom« djelatnošću.
Izraz trgovac također se rabi i za djelatnike u pojedinim prodavaonicama (»trgovinama«) ili poduzećima.

## Vanjske poveznice
|  | Zajednički poslužitelj ima još gradiva o temi trgovci |